# 이장 (불교)
2장(二障, 산스크리트어: āvaraṇa-dvaya, dvidhā-dauṣṭhulya, 티베트어: sgrib pa gnyis, 영어: two hindrances, two obstructions, two impediments)은 2애(二礙)라고도 하는데, 가로막아 앎 · 성취 또는 발현을 방해한다는 장애(障礙)의 뜻에서 번뇌를 두 가지로 분류한 것으로, 다음과 같은 것들이 있다.
1. 번뇌장(煩惱障) · 소지장(所知障)
2. 번뇌장(煩惱障) · 해탈장(解脫障)
3. 이장(理障) · 사장(事障)
4. 번뇌장(煩惱障) · 삼매장(三昧障)
5. 내장(內障) · 외장(外障)

## 번뇌장·소지장
2장(二障)은 번뇌장(煩惱障) · 소지장(所知障)을 말한다.
번뇌장 · 소지장의 2장(二障)은 모든 번뇌를 분류하는 여러 방법 가운데 하나로, 대승불교의 유식유가행파와 법상종의 교학에서 사용하는 복수의 번뇌 분류법 가운데 하나이다. 유식유가행파의 교학에서 사용하는 다른 번뇌 분류법으로는 구생기 · 분별기 분류, 견혹 · 수혹 분류, 근본번뇌 · 수번뇌 분류 등이 있다.
간단히 말하면, 유식유가행파에서는 열반(해탈)과 보리(완전한 깨달음)를 구분하는데, 번뇌장(煩惱障)은 열반(해탈)을 장애하는 번뇌이고, 소지장(所知障)은 알아야 할 바[所知]에 대한 앎 즉 보리(완전한 깨달음)를 장애하는 번뇌이다. 소지장은 무분별지가 발현하는 것을 장애한다는 뜻에서 지장(智障) 또는 보리장(菩提障)이라고도 한다.
《성유식론》 제9권에서는 번뇌장(煩惱障)과 소지장(所知障)을 다음과 같이 정의하고 있다.
 煩惱障者。謂執遍計所執實我薩迦耶見而為上首百二十八根本煩惱。及彼等流諸隨煩惱。此皆擾惱有情身心能障涅槃名煩惱障。

 
번뇌장(煩惱障)이란 변계소집(遍計所執)하여 세운 실아(實我)에 집착하는 즉 들러붙어서 떠나지 못하는 아견[薩迦耶見, 살가야견]을 첫째가는 번뇌[上首]로 하는 128근본번뇌(百二十八根本煩惱)와 그것의 등류인 모든 수번뇌(隨煩惱)를 말한다. 이 번뇌들이 모두 유정의 몸과 마음을 요뇌(擾惱: 적정하고 평정하지 못하게 함)하게 하여서 능히 열반(涅槃)을 장애하므로 번뇌장(煩惱障)이라고 이름한다.
 — 《성유식론》 제9권. 한문본 & 한글본
 所知障者。謂執遍計所執實法薩迦耶見而為上首見疑無明愛恚慢等。覆所知境無顛倒性能障菩提名所知障。

 
소지장(所知障)이란 변계소집(遍計所執)하여 세운 실법(實法)에 집착하는 즉 들러붙어서 떠나지 못하는 아견[薩迦耶見, 살가야견]을 첫째가는 번뇌[上首]로 하는 악견[見] · 의(疑) · 무명(無明) · 탐[愛] · 진[恚] · 만(慢) 등이다. 소지경(所知境) 즉 소지(所知)의 대상 즉 알아야 할 바와 무전도성(無顛倒性) 즉 전도됨이 없는 본성을 덮어서 능히 보리(菩提)를 장애하므로 소지장(所知障)이라고 이름한다.
 — 《성유식론》 제9권. 한문본 & 한글본
번뇌장 · 소지장의 2장(二障)은 유식유가행파의 교학뿐만 아니라 대승불교의 번뇌론 전반에서 널리 쓰이는 분류법으로, 예를 들어 원효는 《이장의(二障義)》에서 번뇌장 · 소지장을 특히 다루고 있으며, 《능엄경의해(楞嚴經義海)》와 선종의 문헌인 《종경록(宗鏡錄)》에서도 번뇌장 · 소지장을 해설하고 있다.

## 참고 문헌
- 고려대장경연구소. 《고려대장경 전자 불교용어사전》. 고려대장경 지식베이스 / (사)장경도량 고려대장경연구소. |title=에 외부 링크가 있음 (도움말)
- 곽철환 (2003). 《시공 불교사전》. 시공사 / 네이버 지식백과. |title=에 외부 링크가 있음 (도움말)
- 세친 지음, 현장 한역, 권오민 번역 (K.955, T.1558). 《아비달마구사론》. 한글대장경 검색시스템 - 전자불전연구소 / 동국역경원. K.955(27-453), T.1558(29-1). |title=에 외부 링크가 있음 (도움말)
- 세친 지음, 현장 한역, 김묘주 번역 (K.594, T.1597). 《섭대승론석》. 한글대장경 검색시스템 - 전자불전연구소 / 동국역경원. K.594(17-76), T.1597(31-321). |title=에 외부 링크가 있음 (도움말)
- 운허.  동국역경원 편집, 편집. 《불교 사전》. |title=에 외부 링크가 있음 (도움말)
- 호법 등 지음, 현장 한역, 김묘주 번역 (K.614, T.1585). 《성유식론》. 한글대장경 검색시스템 - 전자불전연구소 / 동국역경원. K.614(17-510), T.1585(31-1). |title=에 외부 링크가 있음 (도움말)
- (영어) DDB. 《Digital Dictionary of Buddhism (電子佛教辭典)》. Edited by A. Charles Muller. |title=에 외부 링크가 있음 (도움말)
- (중국어) 佛門網. 《佛學辭典(불학사전)》. |title=에 외부 링크가 있음 (도움말)
- (중국어) 星雲. 《佛光大辭典(불광대사전)》 3판. |title=에 외부 링크가 있음 (도움말)
- (중국어) 세친 조, 현장 한역 (T.1558). 《아비달마구사론(阿毘達磨俱舍論)》. 대정신수대장경. T29, No. 1558, CBETA. |title=에 외부 링크가 있음 (도움말)
- (중국어) 세친 조, 현장 한역 (T.1597). 《섭대승론석(攝大乘論釋)》. 대정신수대장경. T31, No. 1597, CBETA. |title=에 외부 링크가 있음 (도움말)
- (중국어) 호법 등 지음, 현장 한역 (T.1585). 《성유식론(成唯識論)》. 대정신수대장경. T31, No. 1585, CBETA. |title=에 외부 링크가 있음 (도움말)